# Urząd Landschaft Sylt

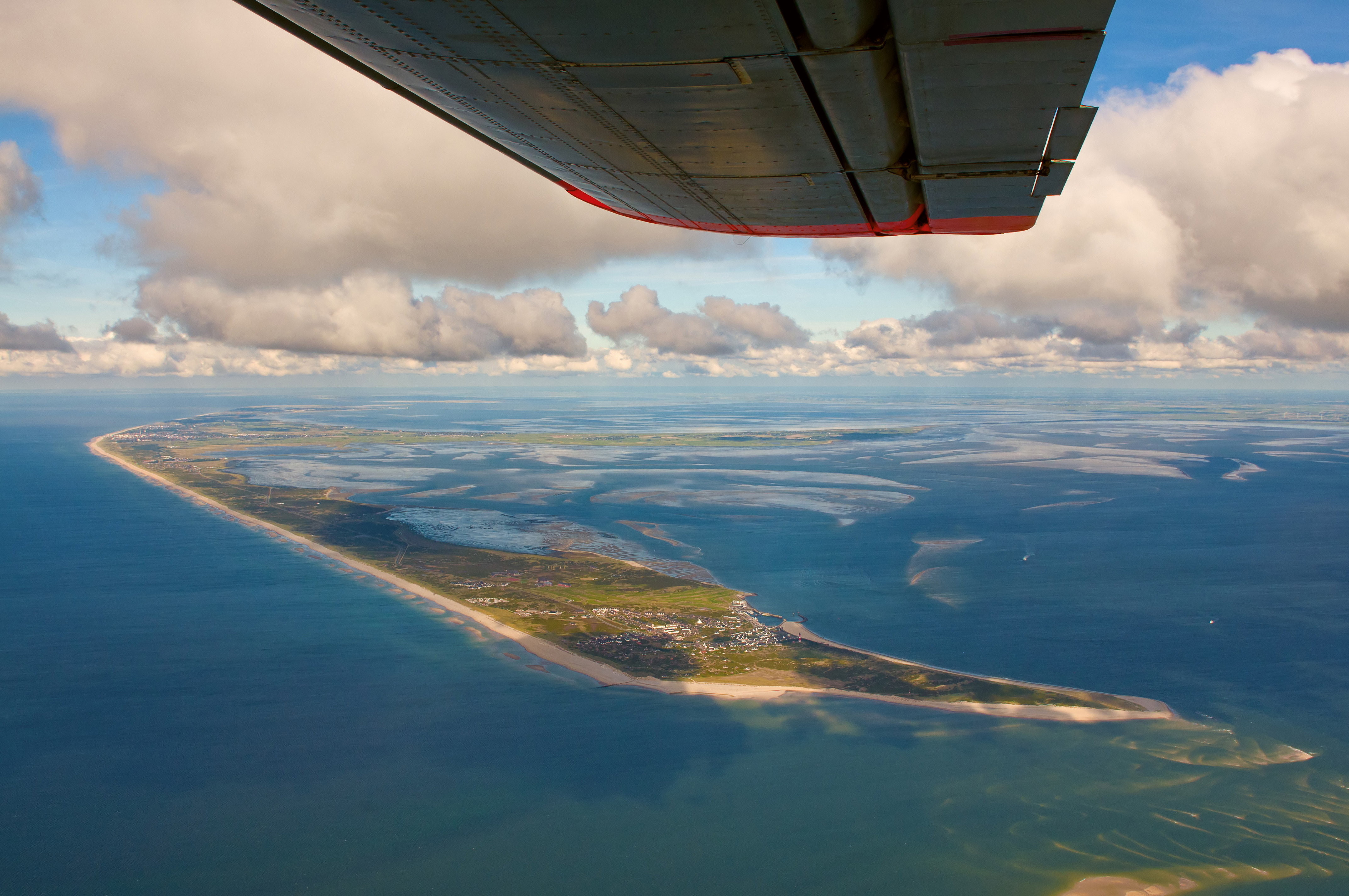
Sylt

Związek Gmin Landschaft Sylt (niem. Amt Landschaft Sylt) – związek gmin w Niemczech w kraju związkowym Szlezwik-Holsztyn, w powiecie Nordfriesland, na wyspie Sylt. Siedziba związku znajduje się w gminie Sylt. Najbardziej na północ położony związek gmin w Niemczech.
W skład związku wchodzą gminy: Hörnum (Sylt), Kampen (Sylt), List auf Sylt i Wenningstedt-Braderup (Sylt).